# Калуцков, Владимир Николаевич
Влади́мир Никола́евич Калуцко́в (род. 11 июня 1953, Москва, СССР) — советский и российский географ. Специалист в области культурной географии. Доктор географических наук.

## Биография
Научные интересы: культурное ландшафтоведение, теория культурного ландшафта, культурный ландшафт и культурное наследие, эколого-культурный туризм. Основной регион интересов — Русский Север.
Доктор географических наук (2011).
С 1993 года Старший научный сотрудник сектора комплексных региональных программ охраны и использования культурного и природного наследия Российского научно-исследовательского института культурного и природного наследия им. Д. С. Лихачёва.
С 2012 года — профессор кафедры региональных исследований Факультет иностранных языков и регионоведения МГУ.
Соруководитель (вместе с Т. М. Красовской) междисциплинарного семинара «Культурный ландшафт», председатель комиссии по культурной географии Московского центра Русского географического общества.
Член редакционной коллегии журнала «Культурная и гуманитарная география» (с 2012).
Автор более 130 печатных работ.

### Монографии, учебные пособия, справочники-путеводители
- Калуцков В. Н., Иванова А. А., Давыдова Ю. А., Фадеева Л. В., Родионов Е. А. Культурный ландшафт Русского Севера: Пинежье, Поморье. — М.: Изд-во ФБМК, 1998. — 136 с.
- Калуцков В. Н. Основы этнокультурного ландшафтоведения: Учебное пособие. — М.: Изд-во Моск. ун-та, 2000. — 96 с. — ISBN 5-211-04311-1.
- Калуцков В. Н., Иванова А. А. Светлое Пинежье. — М., 2000.
- Иванова А. А., Калуцков В. Н. Географические песни в традиционном культурном ландшафте России. — М.: Изд-во ПФОП, 2006. — 212 с.
- Калуцков В. Н. Ландшафт в культурной географии. — М.: Новый хронограф, 2008. — 320 с. — ISBN 978-5-94881-062-1
- Иванова А. А., Калуцков В. Н., Фадеева Л. В. Святые места в культурном ландшафте Пинежья. — М.: ОГИ, 2009. — 512 с. — ISBN 978-5-94282-579-9
- Калуцков В. Н. Этнокультурное ландшафтоведение: Учебное пособие / Географический факультет МГУ. — М., 2011. — 112 с. — ISBN 978-5-89575-184-8.
- Калуцков В.Н. География России: учебник и практикум для прикладного бакалавриата / 2-е изд., испр. и доп. — М.: Юрайт, 2017. — 347 с. — ISBN 978-5-534-04930-5
- Топонимия Ближнего Зарубежья: сто лет переименований. Атлас-справочник / Науч. ред. В.Н. Калуцков — М.: б.и., 2020. — 255 с. — ISBN 978-5-6044923-0-7 https://gumgeo.ru/pomnili
- Литературная география России: атлас-справочник / Науч. ред. Ю.А. Веденин, В.Н. Калуцков — М: Изд-во Московского университета, 2022. — 295 с. — ISBN 978-5-19-011792-9
- Калуцков В.Н. Литературная география: Учебное пособие. — М.: Изд-во Московского университета, 2024. — 118 с. — ISBN 978-5-19-012041-7

### Важнейшие статьи
- Калуцков В. Н., Красовская Т. М. Представления о культурном ландшафте: от профессионального до мировоззренческого // Вестник Московского университета. — Сер. 5. География. — 2000. — № 4. — С. 3-6.
- Калуцков В. Н. Этнокультурное ландшафтоведение // Вестник Московского университета. — Сер. 5. География. — 2006. — № 2. — С. 6-12.
- Калуцков В. Н. Литературная география как научный предмет и как учебная дисциплина // Вестник Московского университета. — Сер. 19. Лингвистика и межкультурная коммуникация. — 2015. — № 4. — С. 67-79.
- Калуцков В. Н. О трeх столпах географической ономастики: топоним — географическое название — геоконцепт // Социо- и психолингвистические исследования. Вып. 3. — 2015. — С. 7-13.
- Калуцков В. Н. Концептуальные основы литературной географии // Уральский исторический вестник. — 2016. — № 2(51). — С. 118—125.
- Калуцков В. Н. На Украине и В Украине: взгляд культур-географа // Вестник Московского университета. — Сер. 19: Лингвистика и межкультурная коммуникация. — 2017. — № 3. — С. 79-88.
- Калуцков В. Н., Морозова М. М. Концепция литературного атласа России // Географическая среда и живые системы. — 2022. — № 2. — С. 72-89.
- Калуцков В.Н., Морозова М.М. Литературные карты и их типологические репрезентации // Вопросы географии. Сб. 151. Российские литературы, окружающая природа и Географическое общество. — М.: Медиа-ПРЕСС, 2020. — С. 160-185.
- Калуцков В.Н. Изменение геокультурного пространства стран Ближнего Зарубежья XX–XXI вв. (на материале переименования городов) // Псковский регионологический журнал. — 2021. — № 2 (46). — C. 99-116.
- Калуцков В.Н. Южанин в Сибири: литературно-географическое исследование путешествия А.П. Чехова (на материале очерков А.П. Чехова «Из Сибири» и его путевых писем) // Географический вестник. — 2021. — № 3(58). — С. 74-91.
- Калуцков В.Н. О концептуализации географического пространства России и Ближнего Зарубежья (по данным о переименованиях географических объектов) // Известия РАН. Серия географическая. — 2021. — № 6. — С. 924-935.
- Калуцков В.Н. «Тёркин в Сибири»: культурно-географическое исследование сложного литературного путешествия (на материале поэмы А.Т. Твардовского «За далью – даль») // Вестн. Моск. ун-та. Сер. 19. Лингвистика и межкультурная коммуникация. — 2022. — № 2. — С. 86-99.
- Калуцков В.Н. Литературная география // Портал «Большая Российская Энциклопедия» https://bigenc.ru/c/literaturnaia-geografiia-12097b
- Калуцков В.Н. Литературный ландшафт // Портал «Большая Российская Энциклопедия» https://bigenc.ru/c/literaturnyi-landshaft-67add0
- Калуцков В.Н. Литературные магистрали – новый культурно-географический феномен // Географический вестник = Geographical bulletin. — 2024. — № 1(68). — С. 176–188.
- Калуцков В.Н. Культурно-географические проблемы исследования национального пейзажа (на материале русской литературы) // Вестн. Моск. ун-та. Сер. 19. Лингвистика и межкультурная коммуникация. — 2025. — № 1. — С. 171-185.